# Valgerd Svarstad Haugland
 Der er for få eller ingen kildehenvisninger i denne artikel, hvilket er et problem. Du kan hjælpe ved at angive troværdige kilder til de påstande, som fremføres i artiklen.

Valgerd Svarstad Haugland (født 23. august 1956 i Kvam i Hordaland) er en norsk politiker (KrF). Hun var valgt til Stortinget fra Akershus i perioden 1993–2005. Hun var sekretær i Stortingets socialkomité 1993–1997 og næstformand i finanskomiteen 2000–2001. børne-, familie- og forbrugerminister fra oktober 1997 til marts 2000, og kultur- og kirkeminister mellem oktober 2001 og oktober 2005.

## Politisk karriere
Svarstad Haugland tog over efter Kjell Magne Bondevik som leder for Kristelig Folkeparti (KrF) i 1995 og blev efterfulgt af Dagfinn Høybråten i 2004. Hun gik af efter at have fået det meste af skylden for KrFs svigtende vælgertilslutning i kommune- og fylkestingsvalget 2003. Men lederperioden i Kristelig Folkeparti kendetegnes først og fremmest ved historisk høj tilslutning om partiet i valg både i 1997, 1999 og 2001. Mange vil også huske hende som "kontantstøttens mor" – som børne-, familie- og forbrugerminister var hun ansvarlig for indføringen af denne hidtil sidste store velfærdsordning i Norge. I 2005 stillefr hun til genvalg til Stortinget for Akershus. Dette førte til at Høybråten, som også kommer fra Akershus, blev nomineret som spidskandidat i Rogaland (en fordel for Høybråten eftersom spidskandidaten i Rogaland var et såkaldt sikkert mandat). Valgerd Svarstad Haugland mistede KrF-mandatet fra Akershus i 2005. Fra 2006 er hun kirkeværge i Oslo og næstformand i NRKs bestyrelse, derudover har hun en række andre bestyrelsesposter i private og offentlige virksomheder.

## Uddannelse og arbejdsliv
Valgerd Svarstad Haugland er uddannet lærer fra Alta lærerhøyskole 1975–1979, og har mellemfag i statsvidenskab fra Universitetet i Oslo og grundfag i kristendom fra Det teologiske Menighetsfakultet. Udover en lang række poster i KrF har hun arbejdet som lærer ved tre forskellige ungdomsskoler, og været daglig leder for Kristelig Folkepartis Kvinner 1989-1991.